# Benno Wiss
Benno Wiss (13 lipca 1962 w Dietwil) – szwajcarski kolarz szosowy, srebrny medalista olimpijski oraz wicemistrz świata.

## Kariera
Pierwszy sukces w karierze Benno Wiss osiągnął w 1983 roku, kiedy wspólnie z Othmarem Häfligerem, Danielem Hegglim i Heinzem Imbodenem zdobył srebrny medal w drużynowej jeździe na czas na mistrzostwach świata w Altenrhein. Srebrny medal w drużynowej jeździe na czas zdobył także na igrzyskach olimpijskich w Los Angeles w 1984 roku. W zawodach tych partnerowali mu:  Richard Trinkler, Laurent Vial i Alfred Achermann. Na tych samych igrzyskach wziął także udział w indywidualnym wyścigu ze startu wspólnego, ale nie zdołał ukończyć tej rywalizacji. Poza tym w latach 1983 i 1984 wygrywał Circuit Franco-Belge, w 1984 roku Grand Prix de Lugano, a w 1985 roku zajął drugie miejsce w klasyfikacji generalnej Tour du Limousin.